# 旗後町

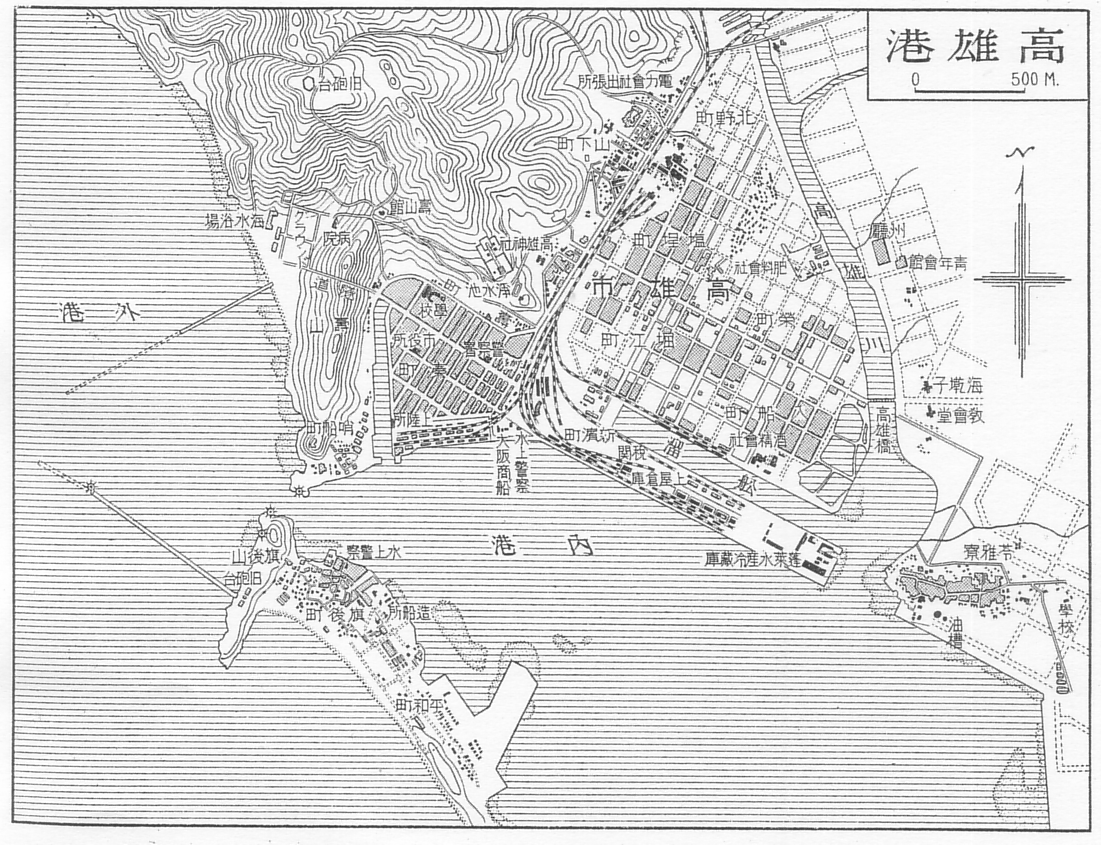
1930年左右的高雄地圖，可見當時的高雄市各町。

旗後町是台灣日治時期高雄市的行政區劃之一，共分一～五丁目，在平和町之北，町名因旗後而得名。約等於今之旗津區旗下、永安、振興三里所轄範圍。

## 町內設施、產業
- 高雄水上警察署（現高雄港務警察局）
- 台灣船渠株式會社高雄工場
- 振豐造船鐵工所[1]
- 廣島造船所[1]
- 旗後燈塔
- 旗後砲台
- 旗後天后宮
- 旗後臨水宮
- 旗後福聚樓
- 旗後山呂仙祠 今旗港段1161地號

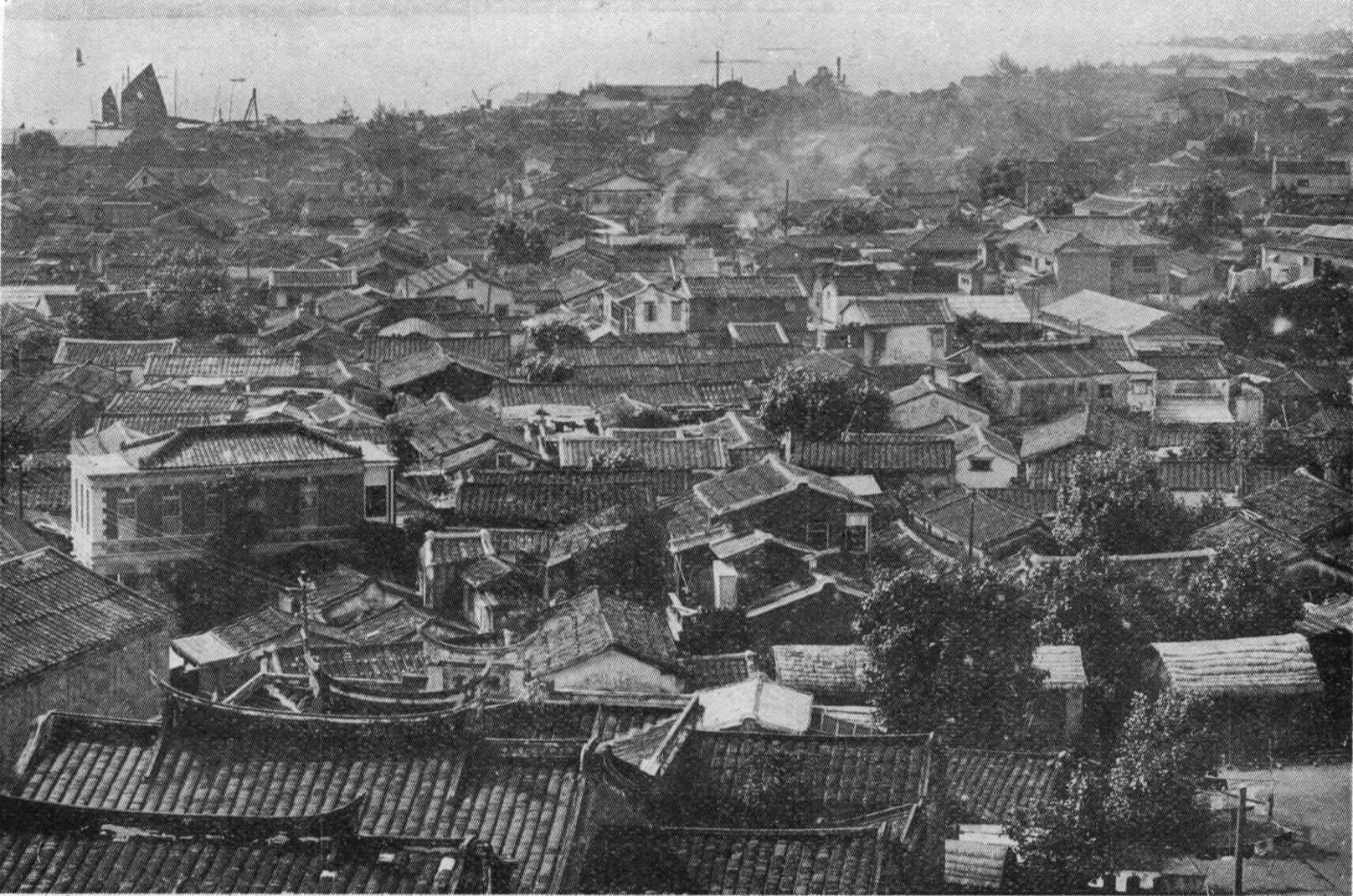
旗後町舊照
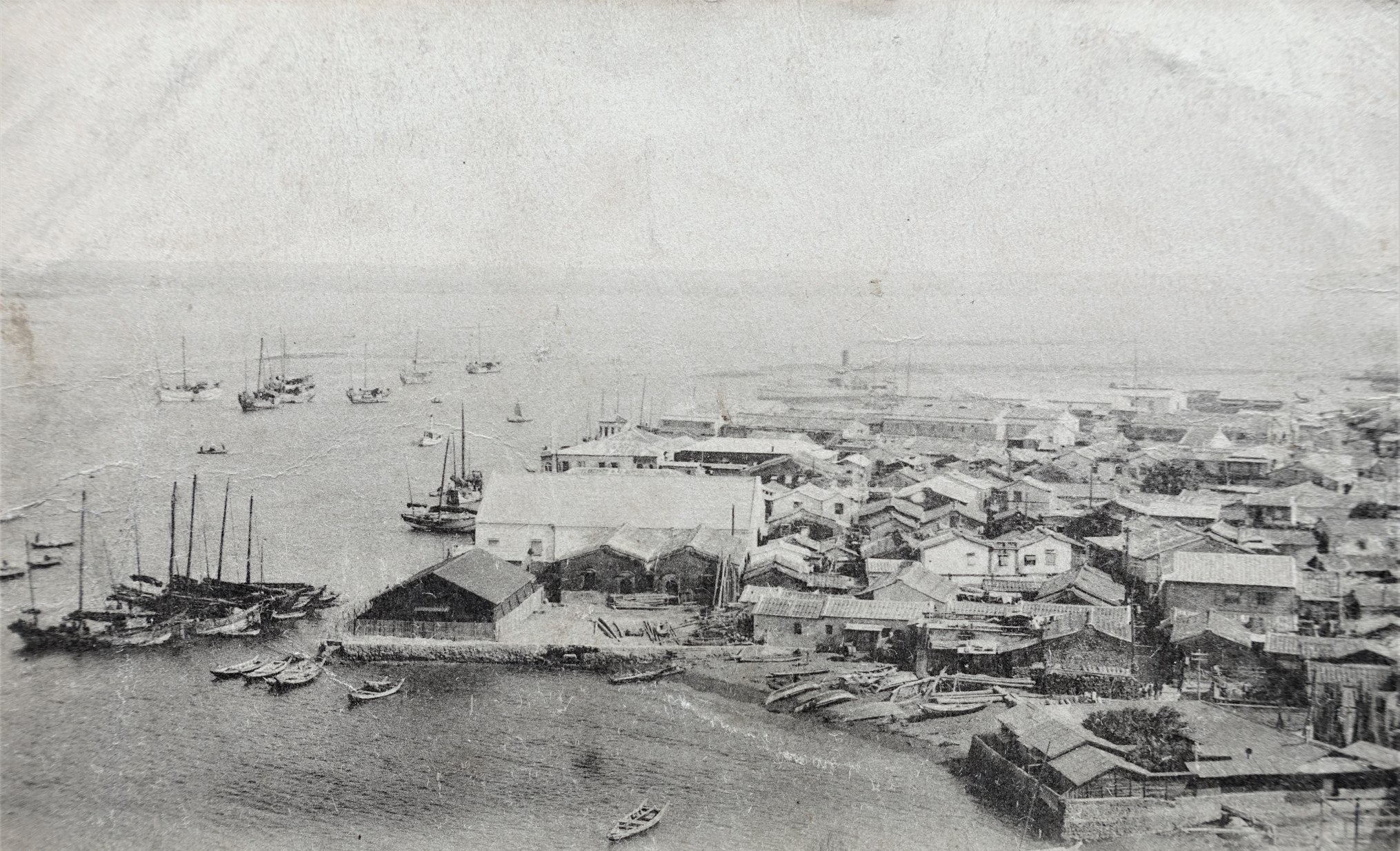
旗後町舊照
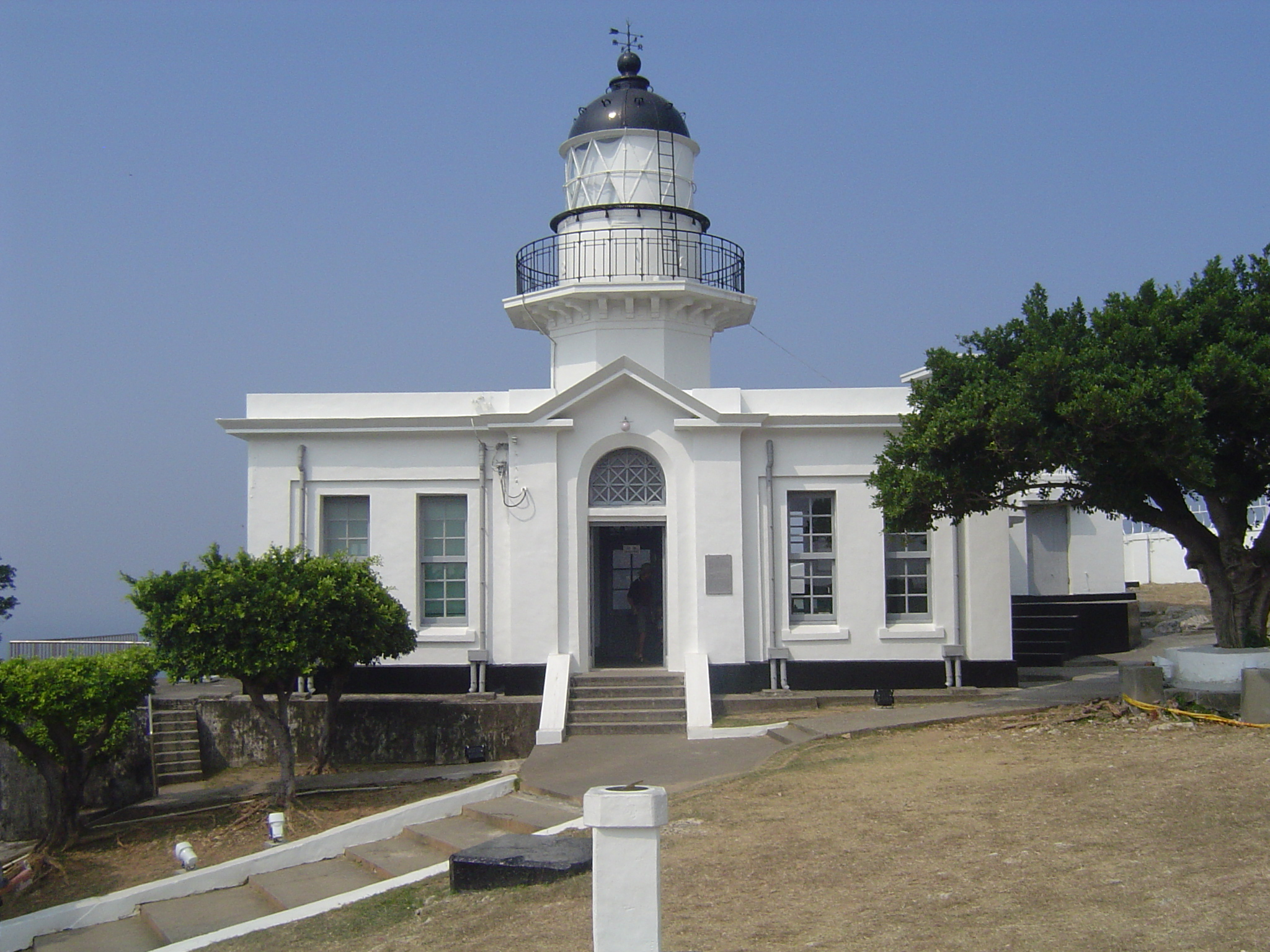
旗後燈塔
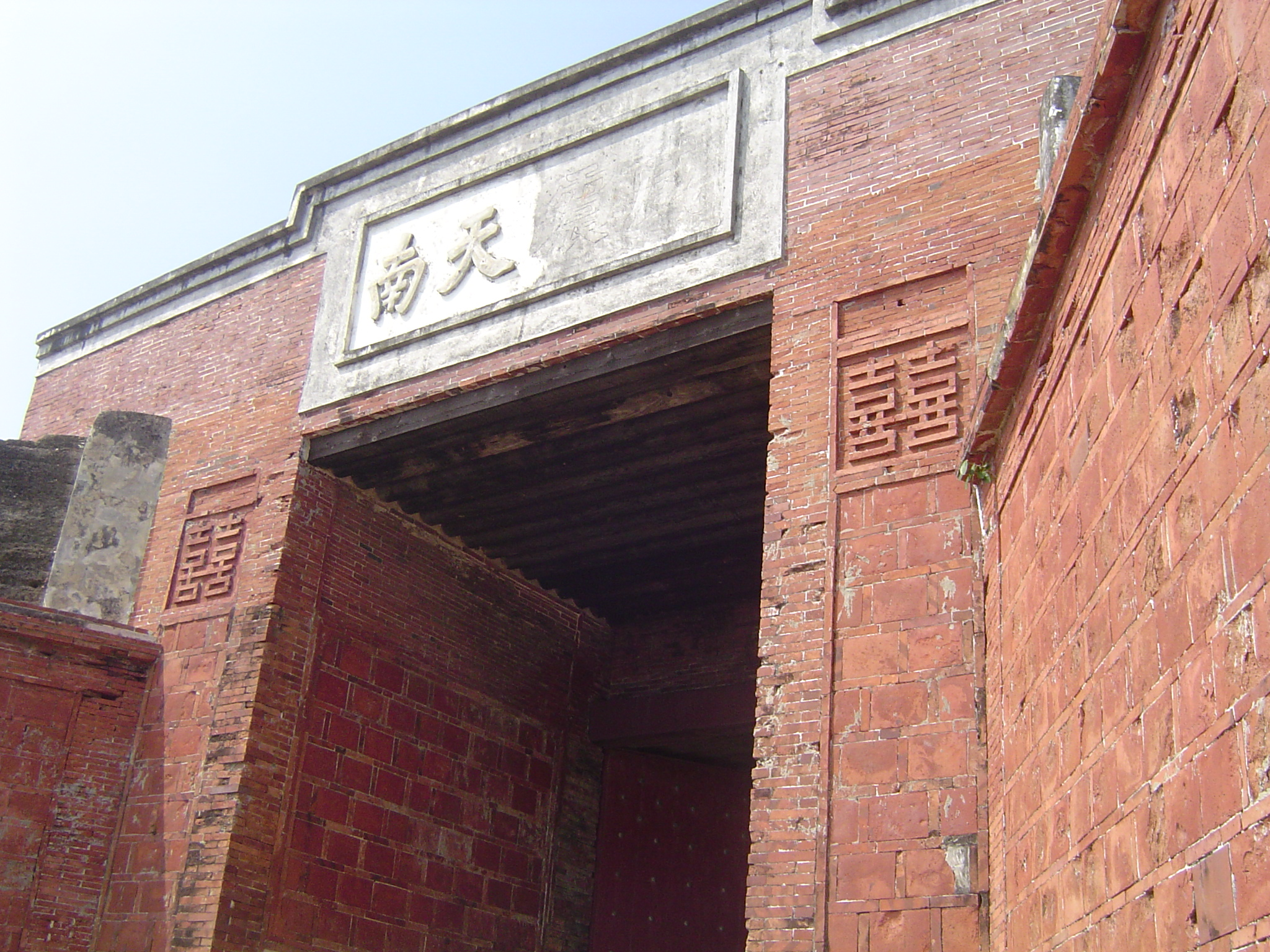
旗後砲臺
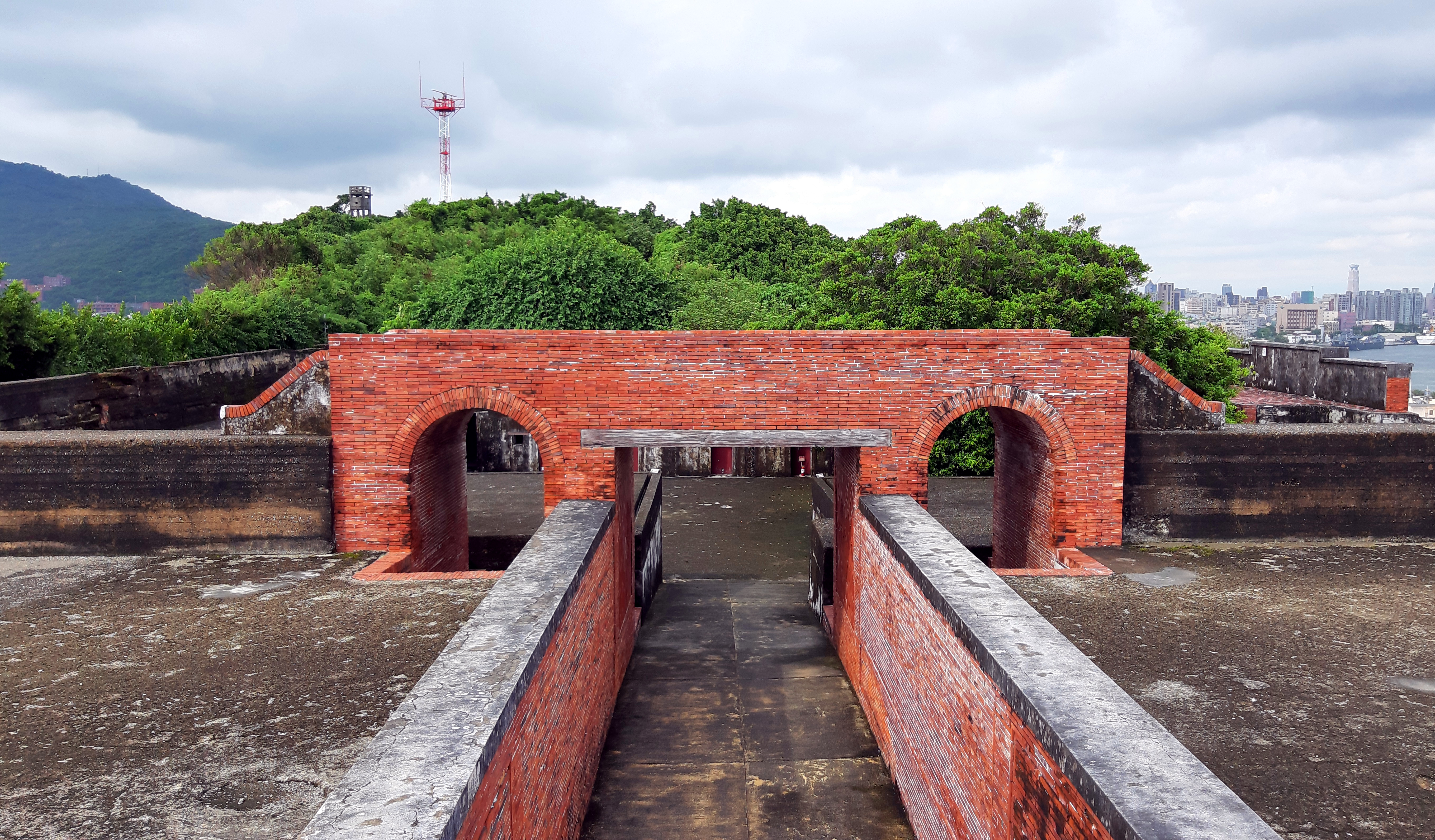
旗後砲臺
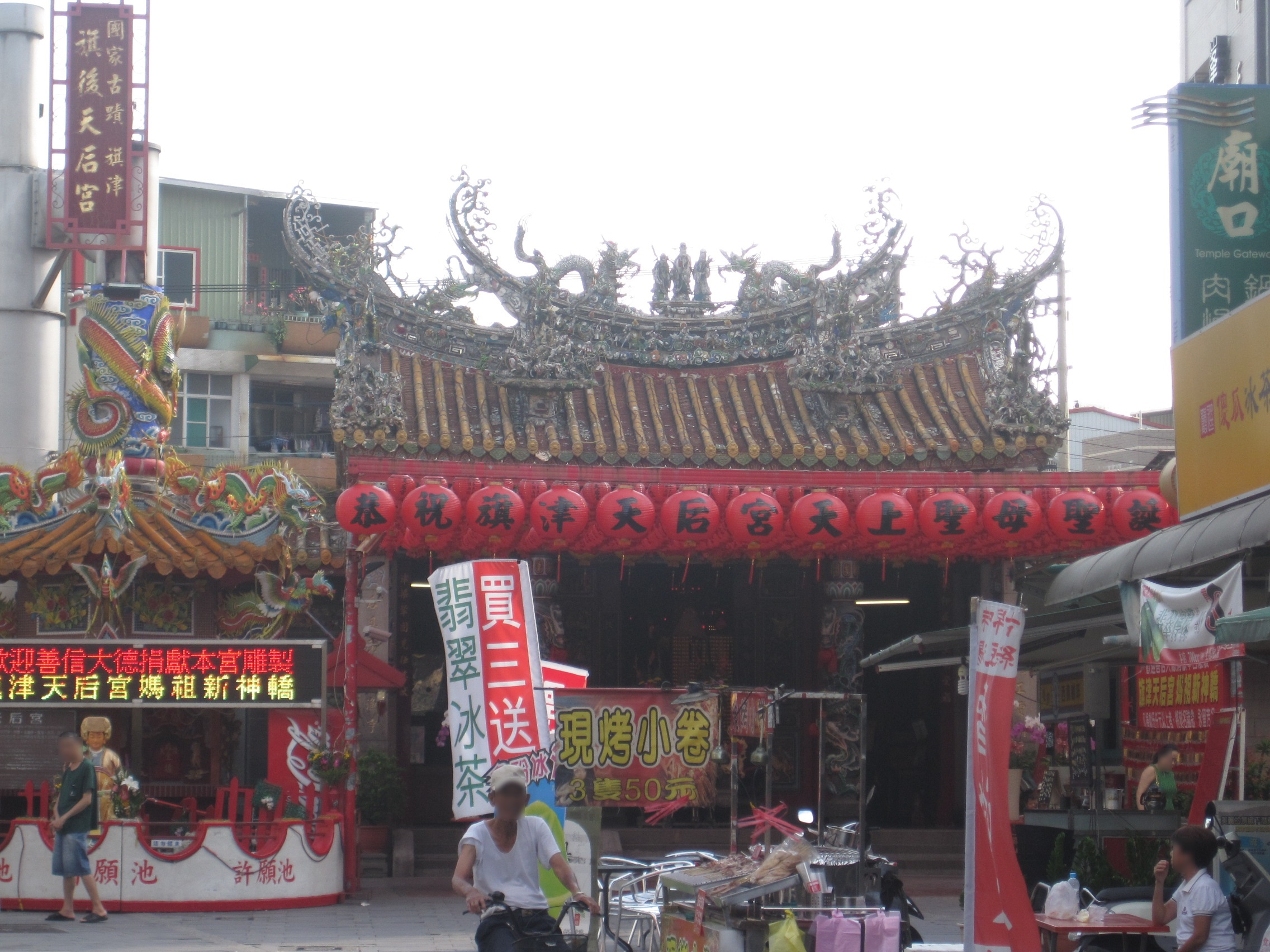
旗後天后宮
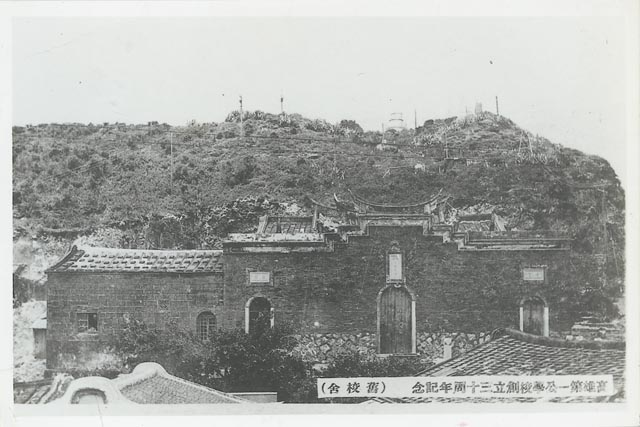
旗後臨水宮
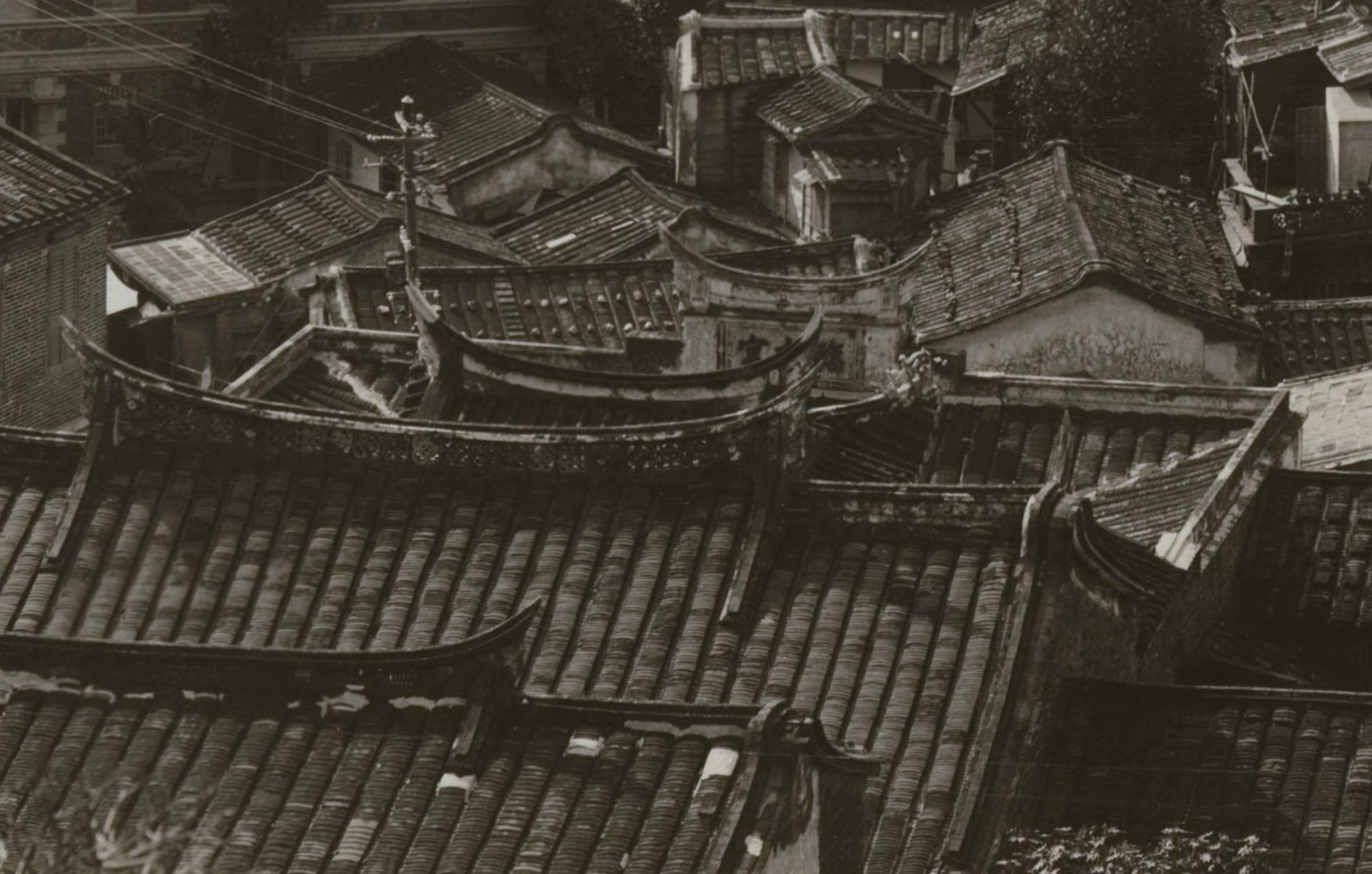
旗後臨水宮